# Хорватское демократическое содружество Боснии и Герцеговины
Хорватское демократическое содружество Боснии и Герцеговины (варианты перевода — Хорватский демократический союз, Хорватское демократическое объединение; хорв. Hrvatska demokratska zajednica Bosne i Hercegovine) — партия, действующая в Боснии и Герцеговине.

## История
Партия была основана на съезде в Сараево 18 августа 1990 года. Изначально партия была тесно связана с Хорватским демократическим содружеством в Хорватии. На первых многопартийных выборах 1990 года из 240 мест в Скупщине Боснии и Герцеговины ХДС получила 44 места. В годы Боснийской войны вооружённое крыло партии — Хорватский совет обороны — принимало активные участия в боевых действиях. Члены партии также активно участвовали в становлении и деятельности Хорватской республики Герцег-Босна. Позднее один из лидеров партии в 90-е годы Дарио Кордич был осуждён Международным трибуналом по бывшей Югославии на 25 лет за совершение военных преступлений. После подписания Дейтонского соглашения партия стала важнейшей партией, представляющей этнических хорватов в Боснии и Герцеговине. Современная программа партии основана на принципах христианской демократии. Кроме того, лидер ХДС Драган Чович заявлял, что главной целью его партии является создание в составе Боснии и Герцеговины третьей, хорватской национально-административной общности с центром в Мостаре. В 2006—2007 гг. от ХДС отделились две другие партии — Хорватское демократическое содружество 1990 и Новая хорватская инициатива.

## Участие в выборах

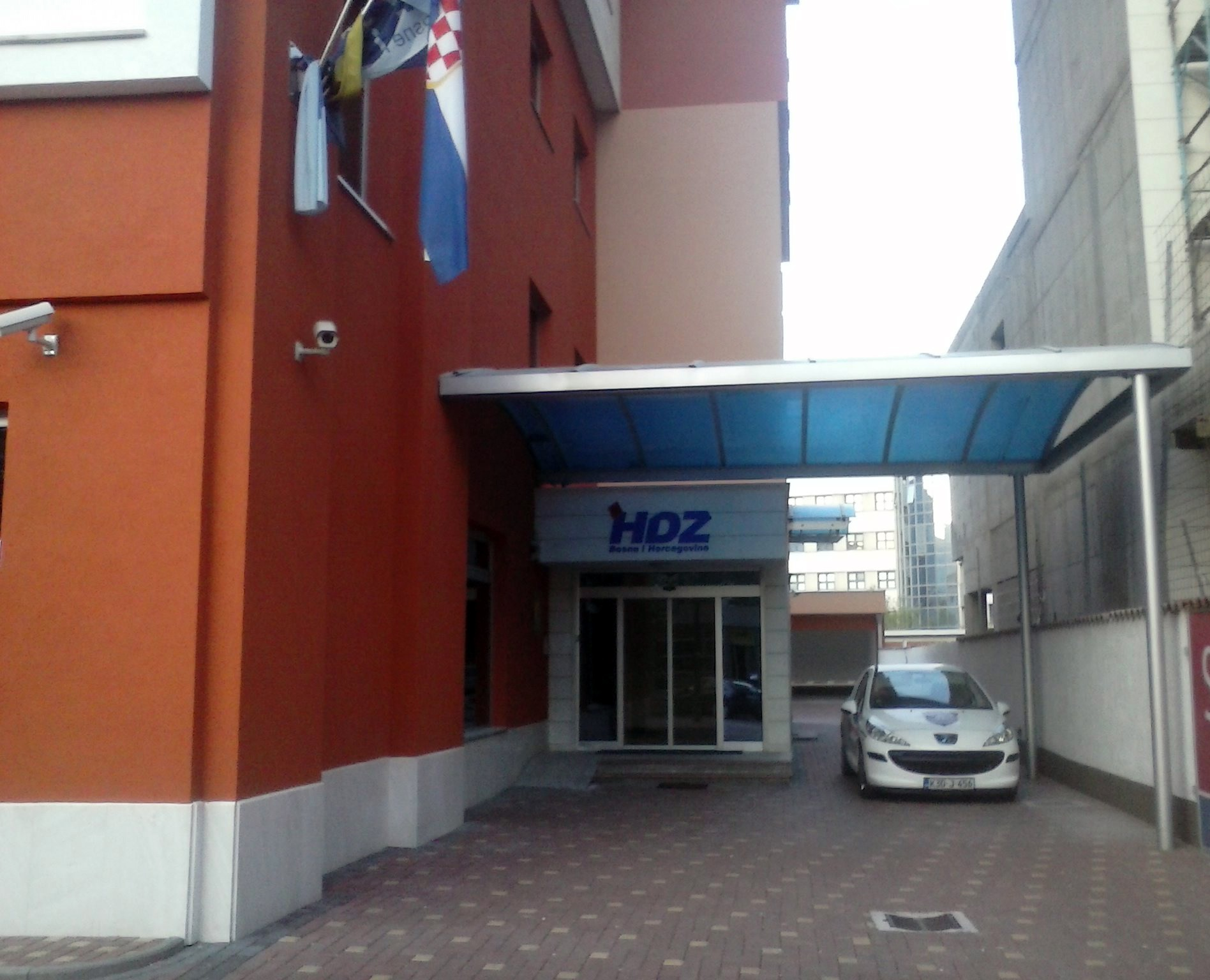
Штаб-квартира Хорватского демократического содружества Боснии и Герцеговины в Мостаре

На парламентских выборах 3 октября 2010 года партия получила 114 428 голосов и 3 депутатских мандата в Палате представителей Парламентской Скупщины Боснии и Герцеговины — 112 067 (10,99 %) голосов в Федерации Боснии и Герцеговины и 2 361 (0,38 %) голосов и 0 мандатов в Республике Сербской. На прошедших одновременно президентских выборах представитель партии Боряна Кришто заняла второе место по хорватскому списку, получив 109 714 (19,7 %) голосов. Партия также собрала 108 943 (10,64 %) голосов и 12 из 98 депутатских мандатов на прошедших одновременно выборах в Парламент Федерации Боснии и Герцеговины.